# Tăuți (okręg Alba)
Tăuți – wieś w Rumunii, w okręgu Alba, w gminie Meteș. W 2011 roku liczyła 588 mieszkańców.